# Rohizne (obwód rówieński)
Rohizne (ukr. Рогізне; pol. Rohoźne, Rohóźne, Rogoźno) – wieś na Ukrainie, w obwodzie rówieńskim, w rejonie demidowskim. W 2001 roku liczyła 723 mieszkańców.